# Kriegerdenkmal Niedereichstädt (Erster Weltkrieg)

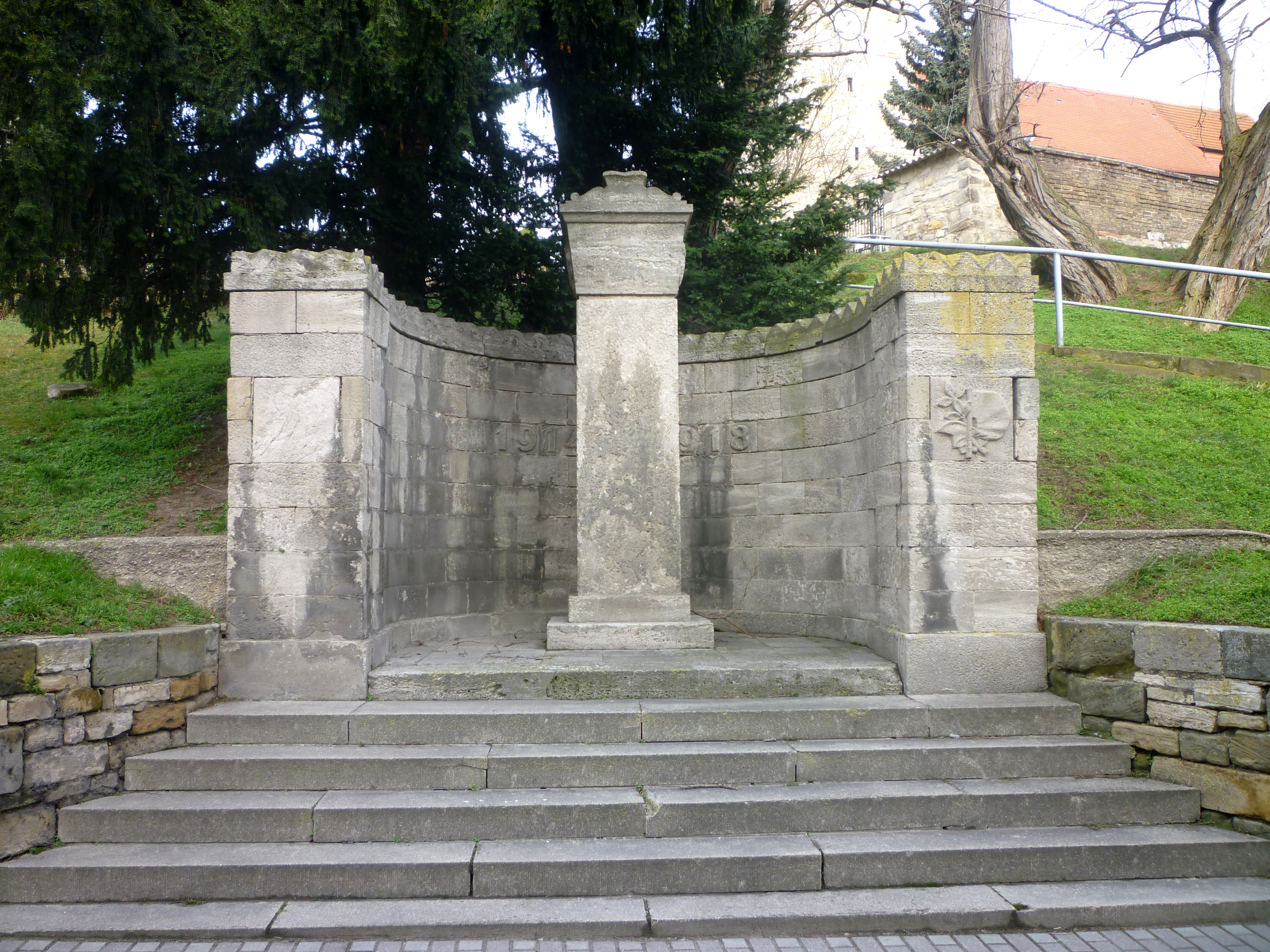
Ansicht von Süden

Das Kriegerdenkmal Erster Weltkrieg ist eines von mehreren Kriegerdenkmälern in Langeneichstädt in der Stadt Mücheln (Geiseltal) im Saalekreis in Sachsen-Anhalt.

## Lage
Die Gedenkanlage befindet sich an der Nordseite der Friedensstraße unterhalb der Kirche St. Wenzel in Niedereichstädt gegenüber der Friedensstraße Nr. 20.

## Geschichte
In den 1920er Jahren entstanden zahlreiche Kriegerdenkmäler. Die großen Dörfer hatten viele Verluste zu beklagen und bildeten daher Kriegervereine, die Spenden sammelten, um ansprechende Gedenkanlagen für die in der Ferne begrabenen Einwohner zu schaffen, die im Ersten Weltkrieg gefallen waren.
In Niedereichstädt, heute Teil von Langeneichstädt, besteht diese Anlage aus einer Stele in einem Halbrondell, das in den Hang gesetzt wurde und eine eigene kleine Zugangstreppe bekam. Die Bekrönung des Halbrundes ist in expressionistischen Formen gehalten. Im Rückraum finden sich die Jahreszahlen 1914 und 1918, an den Enden des Halbrondells Reliefs. Es steht unter Denkmalschutz und ist im Denkmalverzeichnis mit der Erfassungsnummer 094 16931 als Baudenkmal eingetragen.